# Daugård Kirke
Daugaard Kirke, Daugård Sogn, Hatting Herred i det tidligere Vejle Amt.

## Bygningshistorie
Kirkens skib og kor blev opført i romansk tid. Byggematerialet var frådsten. Den har en høj sokkel med skråkant, samt nogle usædvanelige blændingsfelter med rundbuefriser og lisener, der angiver to maskerede stokværk. I den senere middelalder skete der en række ombygninger, hvor materialet er munkesten. Korets østlige ende stammer fra denne tid. Ligeledes tårnet og våbenhuset. Endelig indbyggedes hvælvingerne. Tårnet har glatte gavle, våbenhuset blændingssmykket trappegavl.

## Inventar
- Altertavlen er fra slutningen af det 18. århundrede. Maleriet er dog fornyet senere. Motivet er Kristus i Getsemane.
- Døbefonten er en romansk granitfont med dobbeltløver.
- Prædikestolen er fra ca. 1600 med en senere himmel.
- I korets nordmur ses en romansk ligsten med indskrift fra ca. 1200.

- Daugård Kirke – set fra sydøst
- Rundebuefriser og lisener på kirkeskibets nordvæg.
- Den senmiddelalderlige gavl på koret, opført i munkesten.

## Eksterne kilder og henvisninger
- Wikimedia Commons har flere filer relateret til Daugård Kirke
- Daugård Kirke hos danmarkskirker.natmus.dk (Danmarks Kirker, Nationalmuseet).
- Trap Danmark – fjerde udgave, 7. bind, Vejle Amt
- Daugård Kirke Arkiveret 31. januar 2011 hos  Wayback Machine hos nordenskirker.dk
- Daugård Kirke Arkiveret 19. september 2015 hos  Wayback Machine hos KortTilKirken.dk